# Eva Gurrola
Eva Alicia Gurrola Ortiz (Hermosillo, Sonora, 17 de mayo de 1994) es una atleta mexicana especializada en levantamiento de pesas. Forma parte de la delegación mexicana en los Juegos Olímpicos de Río de Janeiro 2016. En el Campeonato Mundial de Halterofilia de 2015 fue considerada dentro del top 10 mundial en la categoría de los 63 kilogramos.

## Carrera deportiva
En los XXII Juegos Centroamericanos y del Caribe de 2014 obtuvo medallas de plata y de bronce. Ganó medalla de plata en el XXV Campeonato Panamericano Superior de Levantamiento de Pesas, levantando 223 kilos en total. En la Universidad Nacional de 2014 de su país consiguió una medalla de oro, y en la Olimpiada Nacional de Guadalajara en ese mismo año fueron tres preseas de oro las que tuvo como resultado.

## Récords personales
| Prueba                    | Sitio         | Lugar        | Fecha              |
| ------------------------- | ------------- | ------------ | ------------------ |
| 58 - 63 kilos total       | Segundo lugar | Barranquilla | 9 de junio de 2016 |
| 58 - 63 kilos arrancada   | Segundo lugar | Barranquilla | 9 de junio de 2016 |
| 58 - 63 kilos dos tiempos | Segundo lugar | Barranquilla | 9 de junio de 2016 |